# Breedvleugelbuizerd
De breedvleugelbuizerd (Buteo platypterus) is een roofvogel uit de familie der havikachtigen.

## Kenmerken
De vogel wordt ongeveer 43 cm groot en 450 g zwaar.

## Verspreiding
Deze soort broedt in het oosten van Noord-Amerika en overwintert van Zuid-Florida en Zuid-Mexico tot Peru en Noord-Brazilië.
Er worden zes ondersoorten onderscheiden:
- B. p. platypterus: centraal en zuidoostelijk Canada en de oostelijke Verenigde Staten.
- B. p. cubanensis: Cuba.
- B. p. brunnescens: Puerto Rico.
- B. p. insulicola: Antigua (de Kleine Antillen).
- B. p. rivierei: Dominica, Martinique, Saint Lucia (Kleine Antillen).
- B. p. antillarum: Saint Vincent, Grenada (Kleine Antillen) en Tobago.